# Liste lateinischer Philosophen

## Renaissance und Humanismus
Hier werden lediglich Philosophen der Renaissance und des Humanismus erfasst, die in lateinischer Sprache schrieben.
- Paracelsus (eigentlich Theophrastus Bombastus von Hohenheim, 1493–1541)
- Rudolf Agricola († 1485)
- Pierre Gassendi (1592–1655)
- Nikolaus von Kues (1401–1464)
- Cornelius Agrippa von Nettesheim (1486–1535)
- Johann Reuchlin (1455–1522)
- Desiderius Erasmus von Rotterdam († 1536)
- Hugo Grotius (1583–1645)